# Polsat Romans
Polsat Romans – polska tematyczna stacja Telewizji Polsat, nadająca w latach 2013–2020. Emitowała filmy i seriale skierowane głównie do kobiecej widowni. Stacja była dostępna na satelitarnych platformach Polsat Box, Platformie Canal+ oraz w sieciach kablowych.
28 listopada 2019 Krajowa Rada Radiofonii i Telewizji udzieliła zgodę na zmianę nazwy stacji na Polsat Seriale. 21 lutego 2020 potwierdzono, że zmiana nazwy nastąpi w późniejszym okresie niż planowano (2 marca). 18 marca podano do informacji, że zmiana nazwy stacji nastąpi ostatecznie 6 kwietnia. 6 kwietnia 2020 o godz. 6:00 Polsat Romans ostatecznie zakończył nadawanie, jak podawano wcześniej. Tego samego dnia został zastąpiony przez Polsat Seriale.